# Sydney Ancher
Sydney Edward Cambrian Ancher (Sydney, 25 de febrero de 1904-Newcastle, 8 de diciembre de 1979) fue un arquitecto racionalista australiano. 

## Trayectoria
Estudió en el Sydney Technical College, donde se tituló en 1930. A continuación residió durante seis años en Europa, donde conoció de primera mano la arquitectura racionalista practicada por entonces en el continente europeo. Le impactó especialmente la urbanización Weißenhofsiedlung de Stuttgart, así como la casa que Ludwig Mies van der Rohe diseñó para la exposición de la Bauhaus de Berlín de 1931.
Tras la Segunda Guerra Mundial fundó un estudio de arquitectura en Sydney, desde el que fue uno de los primeros arquitectos en promover la arquitectura racionalista en Australia. Adaptó el lenguaje miesiano al medio local australiano, como en la casa Farley en Warringah (1947), la casa English en Saint Ives (1951) y la casa Ancher en Neutral Bay (1957). En estas obras desarrolló un estilo fundamentado en el lenguaje racionalista (formas geométricas simples) con la arquitectura tradicional local (pérgolas, terrazas) y adaptación al medio natural australiano.
Tras incorporar a varios socios a su estudio (Bryce Mortlock y Stuart Murray en 1952, Ken Woolley en 1964), Ancher abordó proyectos de mayor envergadura, como el hogar de estudiantes de la ANU en Canberra (1963).